# قانون الشارع
قانون الشارع (بالإنجليزية: Street Law)‏ هو برنامج عالمي لتعليم القانون والتربية المدنية موجه لطلاب المدارس الثانوية، وهو وسيلة لتدريس القانون ذي الصلة عمليًا للسكان على مستوى القاعدة باستخدام منهجيات التدريس التفاعلية. تتضمن عناصر القانون العملي التي يتم تدريسها منها: الوعي بحقوق الإنسان، الحقوق المدنية، والانتهاكات الجنائية والتعدي والمبادئ الديمقراطية، وحل الصراعات، وعملية المناصرة، والقانون الجنائي والمدني، وقانون العمل، وقانون الأسرة وحقوق المستهلك.

## نبذة تاريخية
بدأ نهج قانون الشارع في عام 1972 عندما طور مركز الحقوق جامعة جورجتاون برنامجًا حيث أرسل طلابة القانون إلى المدارس الثانوية في واشنطن العاصمة لتدريس القانون العملي، وتم تطوير وتنفيذ برامج تعليم القانون العملية في جميع أنحاء العالم.
منظمة قانون الشارع المتحدة هي منظمة غير ربحية وفقًا للمادة 501 (c) (3). تقع مكاتبها الرئيسية في سيلفر سبرينج في ماريلاند بالولايات المتحدة الأمريكية.

## الهيكل التنظيمي
على الرغم من ان قانون الشارع أسس من طرف مركز الحقوق في جامعة جورجتاون، فقد انتشر في العديد من كليات الحقوق على مستوى العالم. حيث لا تمارس الجامعة ولا المنظمة سيطرة مباشرة أو غير مباشرة على برامج قانون الشارع المحلية. داخل كليات الحقوق الأمريكية  يتم تشغيل قانون الشارع عادةً كعيادة قانونية أو وحدة تعليمية تجريبية، حيث يتلقى طلاب القانون ائتمانًا أكاديميًا من كلية الحقوق للمشاركة. في كليات الحقوق الأخرى يتم تشغيل قانون الشارع كمنظمة طلابية أو كنشاط خارج المنهج، وعادة ما يكون ذلك تحت إشراف هيئة التدريس المباشر. في السنوات الأخيرة تبنت بعض الجمعيات القانونية نموذجًا يرى أن قانون الشارع يمر عبر نطاق سلطتها القضائية. تشمل الأمثلة أيرلندا واسكتلندا.

## منهجية تربوية
من بين إحدى الوحدات الأساسية لقانون الشارع هو برنامج تعليمي يتم فيه إرسال طلاب القانون للتعليم طلاب المدارس الثانوية دروسًا مناسبة لأعمارهم في القانون. هذا يعني داخل الولايات المتحدة أنه يتم إقران طلاب السنة الثانية والثالثة في القانون مع فصول المدارس الثانوية حيث يقومون بانتظام دورات في القانون والمواد القانونية. هناك قدر كبير من الاستقلالية والتمايز في الطريقة التي يتم بها تدريس قانون الشارع على المستوى الوطني في الولايات المتحدة والعالم، ويشجع قانون الشارع صراحة كليات الحقوق وطلابة القانون على تجربة منهجيات تدريس مختلفة لمراعاة أساليب التعلم المختلفة اعتمادًا على العمر والثقافة والاختلافات الإقليمية.

## موارد التدريس
نشرت مؤسسة ماكجرو هيل التعليم -وهي شركة تعليمية أمريكية تصنف واحدة من الشركات الثلاثة الكبرى في نشر المحتوى التعليمي والبرامج والخدمات-
كتابًا مدرسيًا للدراسات الاجتماعية في المدرسة الثانوية باستخدام هذا النهج.
كما نشرت كتابًا مدرسيًا حكوميًا في المدرسة الثانوية شارك في تأليفه ستريت لو.
وتشرت ايضا قانون الشارع: فهم القانون والقضايا القانونية، نص تعليمي قائم على القانون لاستخدامه في برنامج تعليم المجتمع المدني.

## وصلات خارجية
- الموقع الرسمي لجامعة جورجتاون
- StreetLaw